# Johann von Helferich
Johann Alfons Renatus von Helferich (* 4. November 1817 in Neuenburg, Schweiz; † 8. Juni 1892 in München) war ein schweizerisch-deutscher Nationalökonom.

## Leben
Helferich studierte nach der Reifeprüfung in Nürnberg 1836 seit dem Wintersemester 1836/37 zunächst Evangelische Theologie an der Universität Erlangen, ab dem Wintersemester 1838/39 Geschichte, Geographie und Klassische Philologie an der Universität Berlin und vom Wintersemester 1839/40 bis zum Sommersemester 1840 an der Universität Heidelberg. In Heidelberg wurde er bei Christoph Friedrich Schlosser ohne Vorlage einer Dissertation promoviert. In der Zeit zwischen 1840 und 1843 wandte Helferich sein Interesse vor allem der Nationalökonomie und Finanzwissenschaft zu. Seit 1843 wurde er an der Universität Freiburg/Br. als Privatdozent geführt, dort lehrte er bis 1848 in den staatswissenschaftlichen Fächern. Von 1848 bis 1849 war er Ministerialrat im Reichshandelsministerium in Frankfurt/M. Im Jahre 1849 wurde er als Nachfolger von Robert von Mohl auf dessen Lehrstuhl für die Enzyklopädie der Staatswissenschaften, Polizeiwissenschaft und Politik an der Eberhard-Karls-Universität Tübingen berufen, wo er bis 1860 lehrte. Von 1860 bis 1869 lehrte er an der Universität Göttingen. Ab 1869 war er als Nachfolger seines Lehrers Friedrich von Hermann Professor für politische Ökonomie und 1877/78 Rektor der Ludwig-Maximilians-Universität in München. Ende 1890 trat er in den Ruhestand.
Seine Forschungstätigkeit war vielseitig und erstreckte sich auf Fragen allgemeiner volkswirtschaftlicher Theorien, der Geldlehre, des Finanz- und Steuerwesens und der Land- und Forstwirtschaft, die er in zahlreichen Zeitschriftenaufsätzen und in Schönbergs „Handbuch der politischen Ökonomie“ behandelte.
Er war verheiratet mit Amalie Helferich (1828–1912), Tochter von Johannes Ranke. Über seine Tochter Agnes und ihren Mann Joseph Thacher Clarke war Helferich der Großvater der britischen Musikerin Rebecca Clarke und des britisch-amerikanischen Biochemikers Hans Thacher Clarke.

## Veröffentlichungen (Auswahl)
- Von den periodischen Schwankungen im Werth der edlen Metalle von der Entdeckung Amerikas bis zum Jahr 1830. Eine historisch-ökonomische Monographie. Schrag, Nürnberg 1843.
- Über die Einführung der Kapitalsteuer in Baden. Tübingen 1846.
- (mit Adolph Helferich): Kann bei einer einheitlichen deutschen Handels- und Zollverfassung Hamburg aus der deutschen Zolllinie ausgeschlossen bleiben? Frankfurt/M. 1848.
- Wann ist ein Schutzzoll zu Gunsten solcher Gewerbszweige gerechtfertigt, für welche ein Land natürlich minder gut ausgerüstet ist, als das Ausland? Fues, Tübingen 1850.
- Studien über württembergische Agrarverhältnisse. Laupp, Tübingen 1853–1854.
- Gutachten über die Frankfurter Versicherungsgesellschaft Providentia. Tübingen 1858.
- Adam Smith und sein Werk über die Natur und die Ursachen des Reichthums der Völker. Wolf, München 1877.
- Die Forstwirtschaft. Laupp, Tübingen 1896.